# Mudy on the 昨晩
mudy on the 昨晩（ムーディ・オン・ザ・さくばん）は、日本のインストバンド。2006年結成。愛知県名古屋を中心に活動する。名城大学のサークルで結成された。
トリプルギター・ベース・ドラム編成のボーカルレスバンド。ポストロック/マスロックなどのエッセンスを主軸におきつつ、インストバンドながらも歌心を感じさせるメロディラインと攻めたサウンド、カオスと秩序の行き来が心地よい構成、縦ノリでジャンルのカテゴライズ不可能なリズムとサウンドに、爆発的な熱量を帯びたライブパフォーマンスが特長。

## メンバー

### 現メンバー
- 伊藤 浩平（いとう こうへい）1986年7月23日生まれ。
Drums担当。zildjianアーティスト。ツインペダルを使用している。
- 朴木 祐貴（ほうのき ゆうき）1986年9月6日生まれ。
Bass担当。アンプヘッドはGALLIEN-KRUEGER、DIにAVALONを使用。愛称はアディ。
- 森 ワティフォ（もり わてぃふぉ）1986年9月16日生まれ
Guitar担当。ワティフォとはスワヒリ語で希望と祝祭の意。ONIGAWARAの竹内サティフォ、tricotのキダモティフォとはティフォ兄妹の盃を交わしている。メインでの使用ギターはフェンダー・ストラトキャスター(1979年製)。サブギターとしてYAMAHAのSG-RRカスタムを使用することもある。アンプは、メサ・ブギーのDual Rectifierを使用。多数のエフェクターを駆使し飛び出すサイケデリックなギタープレイが特徴。バンドkmkmsでも活動している。
- フルサワヒロカズ（ふるさわ ひろかず）1986年4月10日生まれ
Guitar担当。メインでの使用ギターは赤い色のフェンダー・テレキャスター(カスタムショップ製）。サブギターとしても黒いテレキャスター（メキシコ製）を使用している（アルバム「pavilion」収録「moody pavilion」のMVで確認することが出来る）。アンプは、ハンドメイドアンプを使用している。映画好き。2you magazine web上にてコラム『mudy on the 昨晩 フルサワヒロカズの「だから今夜も映画を見る」』を連載中。THISTIME所属アイドル・猫の眼に宇宙の楽曲コンポーザーとして参加中。出身地は愛知県岡崎市。愛称はぴっぴ。
- 山川洋平（やまかわ ようへい） 1986年11月10日生まれ
Guitar担当。1970年代前半製のジャズマスターと1960年製レスポールスペシャルを使用。アンプはVOXを使用。
2009年7月5日、名古屋で開催された自主企画イベント「あたらしいあなたvol.3」をもって脱退。2014年12月7日の自主企画「あたらしいあなたvol.5」よりバンドに復帰。

### 元メンバー
- 桐山 良太（きりやま りょうた）1988年2月20日生まれ
※2012年8月脱退。
Guitar担当。2009年8月加入。2012年8月28日渋谷La.mamaのライブをもって脱退。

### 特待メンバー
- 滝善充（たきよしみつ）- 9mm Parabellum Bullet
Guitar担当。2012年6月リリース「Zyacalanda」のプロデューサーを担当。これをきっかけにサポートではなく正式"期間限定"メンバーとなり、リリースツアー東名阪公演と、同年夏のROCK IN JAPAN FES.でもライブを行った。

## 略歴
- 2006年
1月 愛知県名古屋市名城大学の音楽サークル「世界民族音楽研究会」にてメンバーが出会い、フルサワと山川を中心に結成。バンド名について、「'mudy'と'昨晩'が入れたかっただけ」「何となくエッチな感じにしたかったんですよね（笑）」（フルサワ）と雑誌などで話している。
- 2007年
3枚の自主制作デモ音源を発表。基本的に正式音源として発表されている音源ばかりだが、「焦燥感」が1枚目と2枚目のデモ音源だけに収録されている。秋にはEXTREME THE DOJOの名古屋（名古屋CLUB QUATTRO）、大阪（心斎橋CLUB QUATTRO）公演にデビュー前にもかかわらず抜擢される。Justin K.Broadrick （ex.NAPALM DEATH, Godfrech）率いるJESU (from UK)、ZOMBIの2バンドとの共演を果たす。
- 2008年
3月 3月12日残響recordより、1st mini album『VOI』をリリース。リリースツアー初日として、自主企画イベント「あたらしいあなた」を開催。その後、全国18本のリリースツアーを行う。ツアー途中、渋谷Duo music exchangeで行われたDo make say thinkの来日公演に出演（共演:toe）。
夏 FUJI ROCK FESTIVALなどフェスにも参加し、すぐさま全国25本に及ぶツアー"TOUR F-R"を敢行。
12月 自主企画イベント「あたらしいあなた」第2回目をlostageをゲストに迎え2マンライブにて開催。
- 2009年
1月 1月14日残響recordより、2nd mini album『kidnie』をリリース。リリース直後、スペースシャワー列伝JAPAN TOUR 09に参加、the telephones、tacica、lego big morlと全国7箇所ツアーを周る。2nd mini album『kidnie』のリリースツアー全国19本"kidnie olympic TOUR"を行う。ツアーファイナルは名古屋（新栄club rock'n'roll）、東京（下北沢SHELTER）にて初のワンマンライブを行う。
4月 中尾憲太郎（ex.NUMBER GIRL）をキュレーターに迎えた、コンピレーションアルバム『Kill your T.V.09』にMASS OF THE FERMENTING DREGS、lostage、OGRE YOU ASSHOLE、8otto、PANIC SMILEらとともに参加。リリースツアー奈良、滋賀公演に参加。
7月 自主企画イベント「あたらしいあなた」第3回を開催。アナログフィッシュをゲストに迎え2マンライブで行う。この日のライブをもって、ギタリストの山川洋平が脱退。ASIAN KUNG-FU GENERATION presents NANO-MUGEN FES.2009の前夜祭/名古屋公演zepp Nagoyaに出演、サポートギタリストとしてcinema staffの辻友貴を迎えて演奏を行う。
8月 神戸、水戸公演とサポートギターを務めた桐山良太が新ギタリストとして正式加入。
10月、11月 東名阪の自主企画ツアー「TOUR”IDEA”」を敢行（共演:おとぎ話、LEO今井、Luminous Orange）。
- 2010年
1月 1月13日残響recordより、1st single『YOUTH』を2,000枚限定でリリース。初のライブDVDを共に収録。リリースツアー「TOUR”なんと！三盗”」を東京、名古屋、大阪、仙台にて行う（共演:THE NOVEMBERS、MY WAY MY LOVE）。
2月 スペースシャワーTVの人気番組モンスターロックと共同企画「出張 on the 一晩」と題し、ファンの自宅にバンドセットをフルで持ち込み、爆音で自宅ライブを行うという企画を敢行。
3月 3月3日残響recordより、1st full album『pavilion』をリリース。初のフルアルバム発売により3ヶ月間にも及ぶ全38本全国ツアー「moody pavilion tour 2010」を行う。ツアーファイナルでは東京（代官山UNIT）、名古屋（池下UPSET）、大阪（十三FANDANGO）の3箇所でワンマンライブを行う。
5月 神戸ポートアイランドにて開催された日本最大級のキャリティフェスティバルCOMIN'KOBEに出演。[ESP RED STAGE]に出演、入場規制がかかる。
7月 Nothing's Carved In Stoneの2ndアルバムのリリースツアー長野、新潟、京都の3公演に出演。
11月 イベント[NewAudiogram ver.4](新木場STUDIO COAST)にてストレイテナーとサカナクションの2マンイベントのオープニングアクトに抜擢をされる。
12月 『mudy on the 昨晩の「歳末！西日本パトロールツアー」』と題し、福岡、大分、徳島、松山、大阪、名古屋の6カ所を廻るミニツアー（12/19松山サロンキティw/LOSTAGE , envy は当日飛び入り参加）を敢行。30日にはrockin'on主催のCOUNTDOWN JAPANに初出演。
- 2011年
2月 7年振りの再結成、来日を果たしたTHE DISMEMBERMENT PLANの来日ツアー名古屋公演のサポートアクトを務める。
3月 [Campagne]のアルバムリリースツアー千葉、熊谷、横浜の3公演に出演。
7月 自主企画イベント「あたらしいあなた」第4回を開催。NATSUMENをゲストに迎え2マンライブで行う。
8月 8月10日残響recordより、2nd full album『mudy in squall』をリリース。リード曲である「PERSON! PERSON!!」ではLOSTAGEのボーカル五味岳久をゲストボーカルに迎える。同曲はスペースシャワーTV8月度ヘビーローテーション「it!」に。アルバム発売に伴い、全国ツアー「ファインディング・アディ」（全22本）を行う。ツアーファイナルでは東京（渋谷O-WEST）、名古屋（池下UPSET）、大阪（十三FANDANGO）の3箇所でワンマンライブを行う。
10月 バンド初となる海外公演。台湾のLegacy Taipeiにて「BURSTING CORE ～3rd J ROCK Day in Taiwan～」にte'、9mm Parabellum Bulletと出演。
12月 30日はrockin'on主催のCOUNTDOWN JAPANに2年連続出演。31日には、赤坂BLITZにて開催VINTAGE ROCK主催[GT2012]へ出演。
- 2012年
3月 18日新木場STUDIO COASTにて開催された、カメラマン橋本塁主催イベント[sound shooter]に、the pilows , DOTMANZ , FRONTIER BACKYARD , 細美武士 , entらと出演。31日名古屋にてmudy on the 昨晩サポート企画としてLOSTAGEとクリプトシティのスプリットツアー名古屋場所を企画。今池HUCK FINN。
5月 神戸ポートアイランドにて開催された日本最大級のキャリティフェスティバルCOMIN'KOBEに出演。[ESP RED STAGE]に出演、入場規制がかかる。
6月 6月6日残響recordより、 3rd mini album『Zyacalanda』をリリース。 9mm Parabellum Bulletのギタリスト滝善充をプロデューサーに迎え制作に取りかかる。プロデューサーの滝をそのままメンバーに加え東名阪ツアー「Zyacalanda release tour 2012 もしもしツアーズ 〜対話編〜」を行う。ゲストを、東京公演にはアルカラ（新代田FEVER）、大阪公演にはKING BROTHERS（梅田JANUS）、ツアーファイナル名古屋公演にはcinema staff（名古屋QUATTRO）を迎え、各地で2マンライブを行う。
8月 4日はrockin'on主催のROCK IN JAPAN FESTIVALに初出演。[SeaSide Stage]を入場規制に。28日渋谷La.mamaにて行われたHERE企画ライブをもって、ギタリストの桐山良太が脱退。当面の活動をサポートギタリストとしてHEREの武田将幸を迎えて演奏を行う。
12月1日の名古屋公演から12月20日の渋谷公演まで『mudy on the 昨晩の「歳末！都市圏パトロールツアー」』と銘打ち名古屋、神戸、大阪、渋谷（計4本）のショートツアーを行う。初日は地元の新栄CLUVB ROCK'N'ROLLにてthe cabsと2マン公演。ほか3本はアルカラが同行。
12月 5日発売、ゲームソフト『FINAL FANTASY』の25周年記念公式トリビュートアルバム[FINAL FANTASY TRIBUTE〜Thanks〜]に参加。31日、地元名古屋CLUB ROCK'N'ROLLのカウントダウン公演にシークレット出演。初代ギタリストである山川洋平が参加し1夜限りのオリジナルメンバーでのライブを行う。
12月30日 LIVE DI:GA JUDGEMENT 2012に出演。
- 2013年
2月24日 スクイズメン『アリス』Release Tour with uremia 大阪に出演。
4月6日 HERE ファーストアルバム『死ぬくらい大好き愛してるバカみたい』発売記念ツアーに出演。
4月20日 きのこ帝国 1st full album "eureka" release tour「すべてを夜へ」に出演。
6月30日 神戸ライブサーキットイベント ネコフェス2013に出演。
7月 mudy on the 昨晩のザ・決意表明2013～夏霧の中の4人と、そのスーパーサポーター～を開催。 各地で通常サポートメンバーに加えさらにギターやVJ、ツインドラムでメンバーを迎えた東名阪ツアー。初日の東京公演はのちに会場限定のライブDVDとして販売された。
9月 残響祭 9th ANNIVERSARYに出演。
10月5日 アルカラ6枚目"むにむにの樹"レコ発ツアー「むにむになるままにJAPAN TOUR」に出演。
12月21日　不定期で行われていた「パトロールツアー」シリーズが『mudy on the 昨晩の「歳末!新栄パトロール24時」』として、会場である名古屋新栄CLUB ROCK'N'ROLLとの合同イベントとしてこの年から定着。1回目のこの年はモーモールルギャバンとの2マンライブ。
- 2014年
1月 名古屋栄stiff slackにて翌月発売のライブDVDの上映会「mudy on the 昨晩ライブDVD宇宙初先行上映会&販売会」を開催。当日は森ワティフォがバーテンダーとして参加した。
2月2日 ライブDVD「20130713LIVE at SHIBUYA O-Crest」を新代田FEVER公演より、会場限定で発売。DVD中の「2006」「R.O.D」はこの映像にしか収録されていない楽曲。
4月5日 Yuya Tsuji Presents ETERNAL ROCK CITY.2014に出演。新宿LOFTステージ。
8月23日 Re:mix 2014に出演。APPOLOBASEステージ。
9月-10月 残響祭 10th Anniversaryに出演。
10月25日 アルカラ7枚目"CAO"レコ発TOUR「ガイコツアー2014」に出演。
12月7日 自主企画イベント「あたらしいあなた vol.5」。HINTOとの2マンライブ。約3年ぶりの開催。この公演より初代ギター山川洋平がバンドに復帰。
- 2015年
3月28日 IMAIKE GO NOW 2015に出演。
4月26日 新木場Studio Coatsにて行われた、ヴィレッジ・ヴァンガード主催「Sing Your Song! 2015」に出演。
この年の10月に名古屋で行われたライブから約1年間、ライブ活動が行われない時期があった。活動停止や休止などのお知らせは無かったがメンバーのSNS等の投稿などは行われている。
- 2016年
12月3日 名古屋新栄CLUB ROCK'N'ROLLで行われたcinema staffとの2マン公演「歳末！新栄パトロール24時な歳忘れ泥試合シリーズ'16」でライブ活動再開。この年行われたライブはこの1本のみ。
- 2017年
3月 「IMAIKE GO NOW 2017」、祖谷渓温泉ホテル秘境の湯 「"GOODNESS onsen #2"」に出演。12月までに各地で計6本のライブを行う。
12月19日 『mudy on the 昨晩の「歳末!新栄パトロール24時」』開催。tricotとの2マンライブ。会場は名古屋/新栄CLUB ROCK'N'ROLL。
- 2018年
東京、名古屋にて全8本のライブを行う。
12月22日 『mudy on the 昨晩の「歳末!新栄パトロール24時」』開催。Koochewsenとの2マンライブ。会場は名古屋/新栄CLUB ROCK'N'ROLL。
- 2019年
東京、名古屋にて全6本のライブを行う。
12月21日　各種音楽配信サイトにてアルバム『VOI』『Kidnie』『pavilion』『MUDY IN SQUALL』『zyacalanda』のダウンロード、サブスクリプション解禁。
12月22日 『mudy on the 昨晩の「歳末!新栄パトロール24時」』開催。SPARTA LOCALSとの2マンライブ。会場は名古屋/新栄CLUB ROCK'N'ROLL。
- 2020年
5月31日　2曲入り配信シングル『FOR GUITARS』のダウンロード、サブスクリプションを各種音楽配信サイトにて解禁。2013年頃にライブでのみ演奏されており未音源化だった「R.O.D」と「2006」の2曲が音源化された。録音時期や詳細は不明。
9月9日　9mm Parabellum Bulletトリビュートアルバム「CHAOSMOLOGY」に「Punishment」で参加。山川再加入後、初の録音音源。
- 2022年
4月17日　cinema staff主催「OOPARTS2022」のMCにて2022年度内に完全新作音源をmonchént recordsより複数枚発売する事が発表された。
11月 3日　DISK UNION monchént records より、7inch『THE SHINING』をリリース。バンド初のアナログレコードでの作品となる。
11月8日　mudy on the 昨晩公式YouTubeチャンネルが開設。チャンネル開設を記念し、2014年に限定販売されたライブDVD「20130713LIVE at SHIBUYA O-Crest」(現在は廃盤で入手困難)を全編公開。その後7インチの表題曲である『THE SHINING』のMVも公開された。
12月15日　約10年ぶりとなる完全新作音源 3rdフルアルバム「An Instrumental」の発売とリリースツアー東名阪&ツアーファイナルワンマンライブ発表。
- 2023年
1月18日　アルバム「An Instrumental」より2ヶ月連続の先行配信シングルとして「SUPER!!!!」(1月18日)、「なななのか feat. österreich」をリリースする事を発表。ジャケットは共にGtのフルサワがデザインを手掛けた。
3月8日　monchént recordsより、3rd full album『An Instrumental』をリリース。リード曲である「メイン・テーマ」のMVは原案/監督/撮影/編集をフルサワが手がけた。同曲はFM山形の2023年3月度POWER PUSHになった。先行配信された「なななのか feat. österreich」ではボーカルにösterreichと鎌野愛、ホーンセクション3名を迎え、初のボーカル有り楽曲へ挑戦した。アルバム発売に伴い、リリースツアー「A TOUR 2023」（東名阪）を行う。東京渋谷CLUB QUATTRO公演にはTHE NOVEMBERS、大阪FANDANGO公演にはKOTORI、名古屋CLUB QUATTRO公演にはcinema staffが共演。ツアーファイナルでは東京・渋谷La.mamaにてワンマンライブを行った。チケットは完売。
- 2024年
2月3日　バンドの20周年まで継続的に行っていく新たな自主企画イベントシリーズとして、『ALL』初回公演を開催。東京と名古屋で交互に開催していくと発表された。初回である『ALL 1』は、ゲストに9mm Parabellum Bulletを迎えた。場所は、東京・新代田FEVER。チケットは即日完売。
9月7日　自主企画イベントシリーズ『ALL』の第二回公演『ALL 2』を開催予定。場所は、名古屋・池下CLUB UPSET。ゲストにösterreichを迎える。チケットは即日完売。

## ツアー & 自主イベント

### 自主企画イベント「ALL」
- ALL 1 (2024年2月3日)
バンド20周年まで続く(予定の)自主企画イベント。会場は東京・新代田FEVER。共演は9mm Parabellum Bullet。
- ALL 2 (2024年7月9日)
バンド20周年まで続く(予定の)自主企画イベント。会場は名古屋・池下CLUB UPSET。共演はösterreich。

### 自主企画イベント「あたらしいあなた」
- あたらしいあなた vol.1 (2008年3月20日)
初の自主企画イベント。会場は名古屋/新栄CLUB ROCK'N'ROLL。共演はQomolangma Tomato、cinema staff。[VOI]のリリースツアー初日も兼ねている。
- あたらしいあなた vol.2 (2008年12月13日)
2回目の自主企画イベント。会場は1回目と同じく名古屋/新栄CLUB ROCK'N'ROLL。共演はLOSTAGE。2マンライブ。
- あたらしいあなた vol.3 (2009年7月5日)
3回目の自主企画イベント。会場は名古屋/池下CLUB UPSET。共演は、アナログフィッシュ。前任ギタリスト山川の脱退ライブ。2マンライブ。
- あたらしいあなた vol.4 (2011年7月5日)
4回目の自主企画イベント。会場は東京/新代田FEVER。共演は、NATSUMEN。第3回目から丸2年振りに開催されたmudy自主企画は初の東京公演。2マンライブ。
- あたらしいあなた vol.5 (2014年12月7日)
5回目の自主企画イベント。会場は名古屋/新栄CLUB ROCK'N'ROLL。共演は、HINTO。2マンライブ。約3年振りに開催され、初代ギター山川洋平がこの日よりバンドに復帰。

### 自主企画イベント『mudy on the 昨晩の「歳末!新栄パトロール24時」』
2010年と2012年に行われた「パトロールツアー」シリーズが『mudy on the 昨晩の「歳末!新栄パトロール24時」』という名前になり、会場である名古屋新栄CLUB ROCK'N'ROLLとの合同イベントとしてこの年から定着。
- 第1回 2013年12月21日
共演：モーモールルギャバン。2マンライブ。
- 第2回 2016年12月3日
共演：cinema staff。2マンライブ。この年だけ「歳末！新栄パトロール24時な歳忘れ泥試合シリーズ'16」という名前になり、cinema staffとの合同イベントとして行われた。2015年10月より約1年2か月ぶりのライブとなり、この公演以降バンドは再びライブ活動を再開している。
- 第3回 2017年12月19日
共演：tricot。2マンライブ。
- 第4回 2018年12月22日
共演：Koochewsen。2マンライブ。
- 第5回 2019年12月22日
共演：SPARTA LOCALS。2マンライブ。

### 自主企画サポートイベント 共同企画イベント
- C/N supported by mudy on the 昨晩 (2010年10月8日)
初の自主企画サポートイベント。会場は名古屋/新栄CLUB ROCK'N'ROLL。共演はクリプトシティ、スクイズメン。クリプトシティのツアー名古屋公演をサポートする形。
- C/L/N supported by mudy on the 昨晩 (2012年3月31日)
2回目の自主企画サポートイベント。会場は自主企画初となる名古屋/今池HUCK FINN。共演はLOSTAGE、クリプトシティ。2バンドのスプリットシングルリリースツアー名古屋公演。
- mssc (2008年10月10日)
cinema staffとの共同企画イベント。会場は名古屋/新栄CLUB ROCK'N'ROLL。共演はスクイズメン、猿ダコンクリート。イベントタイトルの[mssc]とは、当日の出演順(mudy-猿ダ-スクイズメン-cinema)のバンド名の頭文字を取って並べたもの。
- 「歳末！新栄パトロール24時な歳忘れ泥試合シリーズ'16」(2016年12月3日)
cinema staffとの共同企画イベント。会場は名古屋/新栄CLUB ROCK'N'ROLL。

### リリースツアー
- VOI release tour（2008年3月20日〜5月17日）
1stミニアルバム[VOI]のリリースツアー。全国18本。
- kidnie olympic TOUR（2009年2月14日〜3月10日）
2ndミニアルバム[kidnie]のリリースツアー。初のワンマンライブ(ツアーファイナル東京、名古屋)を含む、全国19本。
- TOUR”なんと！三盗” (2010年2月6日〜2月25日）
枚数限定1stシングル[YOUTH]のリリースツアー。東京、名古屋、大阪、仙台にて開催。名古屋公演は、初の2デイズで開催。共演は、THE NOVEMBERS、MY WAY MY LOVEなど。
- moody pavilion tour 2010 (2010年3月16日〜6月6日)
1stフルアルバム[pavilion]のリリースツアー。初のフルアルバム発売ということもあり3ヶ月間にも及ぶ全38本のツアーとなった。ツアーファイナルは、東京、名古屋、大阪でワンマンライブ。大阪ワンマンライブはバンド初。
- ファインディング・アディ (2011年10月2日〜11月25日)
2ndフルアルバム[mudy in sqaull]のリリースツアー。全22本。ツアーファイナルは、東京、名古屋、大阪でワンマンライブ。
- もしもしツアーズ～対話編～ (2012年6月13日～6月17日)
3rdミニアルバム[Zyacalanda]のリリースツアー。東京、大阪、名古屋の三箇所で開催。共演は東京はアルカラ、大阪はKING BROTHERS、名古屋はcinema staff。今ツアー限定で9mm Parabellum Bulletの滝 善充加入。6人体制でツアーを回った。
- "A TOUR" 2023（2023年3月10日〜5月20日）
3rdフルアルバム[An Instrumental]のリリースツアー。東名阪対バン公演。共演は東京はTHE NOVEMBERS、大阪はKOTORI、名古屋はcinema staff。ツアーファイナルワンマンライブの渋谷La.mama公演は2012年以来実に11年ぶりの単独公演となる。4公演全てに来場した人にのみ完全限定CD-R「DEMO An Instrumental」が配布される。

### その他の企画ツアー
- "TOUR F-R" (2008年8月22日〜10月5日)
「修行の為のツアー(フルサワ談)」。リリースなどは特にないタイミングでの夏のツアー。全国25本。
- TOUR”IDEA” (2009年10月11日〜11月22日)
初の自主企画ツアー。東京、名古屋、大阪の3カ所。共演はおとぎ話、LEO今井、Luminous Orange、Qomolangma Tomatoなど。
- mudy on the 昨晩の「歳末！西日本パトロールツアー」 (2010年12月14日〜2010年12月27日)
「年の暮れの日本をパトロールする為のツアー(フルサワ談)」。リリースもなく、イレギュラーな土地での開催。福岡、大分、徳島、大阪、名古屋、全5本。それに加え、徳島公演と大阪公演の間の12月19日松山サロンキティに飛び入り参加。徳島でのライブの打ち上げでenvy、LOSTAGEのメンバーと盛り上がり急遽参加することに。
- mudy on the 昨晩の「歳末！都市圏パトロールツアー」 (2012年12月)
フルサワのTwitterにより「あの悪夢が再び」と突発的に発表された2012年末ツアー。リリースもなく、イレギュラーな土地での開催。名古屋、神戸、大阪、東京、全4本。初日は地元の新栄CLUVB ROCK'N'ROLLにてthe cabsと2マン公演。ほか3本はアルカラが同行。
- mudy on the昨晩のザ・決意表明2013〜夏霧の中の4人と、そのスーパーサポーター〜 (2013年7月)
ギタリスト不在の中、行われた東名阪2マンツアー。「スーパーサポーター」とツアータイトルにある通り、各地で通常サポートの武田氏(HERE)に加えサポートメンバーを迎え通常の公演とは違う内容となったツアー。初日の東京公演はのちに開場限定のライブDVDとして販売された。現在は廃盤。VJとして「PERSON! PERSON!!」のMV監督斎藤渉が参加。
渋谷公演(w/アルカラ)スーパーサポーターは、滝善充(9mm Parabellum Bullet)、斎藤渉。大阪公演(w/撃鉄、井上敦)スーパーサポーターは、辻友貴(cinema staff)、山口大吾(飛び入り)(People In The Box)。名古屋公演(w/SAWAGI)スーパーサポーターは、吹原靖紀。ツインドラムにて全編演奏された。

## ディスコグラフィー

### 自主制作デモCD
1. 1st demo
  1. 焦燥感
  2. ニュータイプ理論
2. 2nd demo
  1. 焦燥感
  2. ニュータイプ理論(LIVE@新栄CLUB ROCK'N'ROLL)
  3. ヒズミ・タカコ(LIVE@新栄CLUB ROCK'N'ROLL)
3. 3rd demo
  1. POLICE
  2. kau's

### 未音源化楽曲
1. 危機感 (2006年頃?)
2. 違和感 (2006年頃?)

### シングル,配信,アナログ,EP
|                 | 発売日        | タイトル                    | 規格品番  | 収録曲 | 備考 |
| --------------- | ------------- | --------------------------- | --------- | --- | --- |
| 1st             | 2010年1月13日 | YOUTH                       | ZNR-080   | CD 1. YOUTH 2. N/J 3. IDEA DVD 1. パウゼ [09/9/2『Kill your T.V.09NOW!』＠Shibuya O-WEST] 2. marm [09/9/21『残響祭』＠DUO Music Exchange] 3. ZITTA [09/9/21『残響祭』＠DUO Music Exchange] 4. ミグルス [09/9/2『Kill your T.V.09NOW!』＠Shibuya O-WEST] 5. Ozis [09/11/14『TOUR "IDEA"』＠名古屋UP SET] 6. ヒズミ・タカコ [09/11/14『TOUR "IDEA"』＠名古屋UP SET] | 2,000枚限定リリース。ライブDVD付き2枚組。 オリコン最高54位                                                               |
| 配信限定 1st EP | 2020年5月31日 | FOR GUITARS                 |           | 1. R.O.D 2. 2006 | 突如リリースされた配信限定のシングル。2013年にライブでのみ演奏されていた楽曲の2曲。4人時代の作品かと思われる(詳細不明)。 |
| 7inchレコード   | 2022年11月3日 | THE SHINING                 | MONC-0003 | 1. THE SHINING 2. なななのか (instrumental) | diskunion内monchént recordsより発売。2022年度内に発売されるアルバムに先駆けて発表された7インチ。                         |
| 先行配信        | 2023年1月18日 | SUPER！！！！               | MONC-2014 | 1. SUPER！！！！ | アルバムより先行配信。ジャケットはフルサワがデザインした。                                                               |
|                 | 2023年2月22日 | なななのか feat. österreich | MONC-2015 | 1. なななのか feat. österreich 2. なななのか (instrumental) | アルバムより先行配信。ジャケットはフルサワがデザインした。                                                               |

#### ミニアルバム
|     | 発売日        | タイトル   | 規格品番 | 収録曲                                                                                                | 備考              |
| --- | ------------- | ---------- | -------- | --- | ----------------- |
| 1st | 2008年3月12日 | VOI        | ZNR-048  | 1. パウゼ 2. ヒズミ・タカコ 3. ニュータイプ理論 4. POLICE 5. kau's 6. 205                             | オリコン圏外      |
| 2nd | 2009年1月4日  | kidnie     | ZNR-061  | 1. Ozis 2. marm 3. キセル 4. ASAI 5. NO ROOM 6. ミグルス 7. ZIITA                                     | オリコン最高112位 |
| 3rd | 2012年6月6日  | Zyacalanda | ZNR-122  | 1. Soft/ 2. Zyacalanda 3. エゴ・ダンス 4. PANIC ATTACK 5. 終末 6. Hard/ 7. ダブル・プゥル 8. 常世音楽 | オリコン最高84位  |

#### フルアルバム
|     | 発売日        | タイトル        | 規格品番  | 収録曲 | 備考 |
| --- | ------------- | --------------- | --------- | --- | --- |
| 1st | 2010年3月3日  | pavilion        | ZNR-083   | 1. moody pavilion 2. YOUTH 3. レダロ 4. Fashion[album ver.] 5. IDEA 6. 夕日の 7. deltal 8. Sarliban 9. 夜が入ってくる 10. TOWN                                                             | オリコン最高134位 |
| 2nd | 2011年8月10日 | mudy in squall  | ZNR-111   | 1. PERSON! PERSON!! 2. ユアイヘ 3. BEA 4. 秘密 5. Your entrails and laughter. 6. lookilus 7. Wes. 8. gellar / sun / flight 9. メッセージとは 10. this squall                               | オリコン最高87位 |
| 3rd | 2023年3月8日  | An Instrumental | MONC-0008 | 1. A WRONG MAN 2. THE SHINING 3. メイン・テーマ 4. SUPER!!!! 5. なななのか feat. österreich 6. GHOST DOG 7. Carnage 8. ヴィジット 9. BAD EDUCATION 10. 正気の人 11. エンドマークはうたない | 約10年ぶりのオリジナルアルバム österreich高橋國光、鎌野愛らを迎え初のヴォーカル入り楽曲(M-5)も収録 「SUPER!!!!」(2023/1/18)「なななのか feat. österreich」(2023/2/22)はアルバムより配信限定でシングルカットされ先行配信された |

## ミュージックビデオ
| 監督             | 曲名                                                     |
| ---------------- | -------------------------------------------------------- |
| フルサワヒロカズ | 「メイン・テーマ」                                       |
| Kyohei Tsuchiya  | 「THE SHINING」                                          |
| 飯嶋和良         | 「メッセージとは 〜モンスターロック STUDIO LIVE Ver.〜」 |
| 栗田裕介         | 「YOUTH」                                                |
| 斎藤渉           | 「PANIC ATTACK」「PERSON! PERSON!!」                     |
| 夏目現           | 「Ozis」「moody pavilion」                               |
| 不明             | 「パウゼ」                                               |

## 出演

### 音楽番組
- 2009年1月17日 - MUSIC ON! TV「GGTV -George's Garage-」
スタジオゲスト。
- 2009年2月28日 - スペースシャワーTV「スペースシャワー列伝 JAPAN TOUR 09特番」
「スペースシャワー列伝 JAPAN TOUR 09」最終公演の映像を中心に各地での様子をオンエア。(90分)
- 2010年3月10日 - スペースシャワーTV「モンスターロック」
番組内コーナー「出張ライブ on the 一晩」として、ファンの自宅で演奏。
- 2011年2月10日 - スペースシャワーTV「爆裂★エレキングダム!!」
臨時大臣として出演（フルサワヒロカズ）
- 2011年4月15日 - スペースシャワーTV「爆裂★エレキングダム!!」
大臣候補として出演（フルサワヒロカズ）

### ラジオ
- STORM（2010年3月放送分、FM愛知） - パーソナリティ
- CITY CHILL CLUB（2023年3月度水曜日担当、TBSラジオ） - ミュージックセレクター
- アフター6ジャンクション (2023年4月11日、TBSラジオ) - 「LIVE&DIRECT」コーナーゲスト (2023年3月10日渋谷クラブクアトロでのライブ音源から編集版をオンエア。YOUTH-THE SHINING-Carnage-moody pavilionの4曲が放送。)